# Listor över svenska miljardärer (1980–1989)
Förmögenheterna för de svenska miljardärerna är räknade i svenska kronor (SEK), för varje år 1980-1989.

## Lista över svenska miljardärer (1983)
| Nr | Namn                   | Förmögenhet       | Ålder | Källa till rikedom | Verksamhet                 |
| -- | ---------------------- | ----------------- | ----- | ------------------ | -------------------------- |
| 1  | Fam Rausing            | 7,0 miljarder SEK | X     | Tetra Pak          | Förpackning                |
| 2  | Fredrik Lundberg       | 2,5 miljarder SEK | 31    | Lundbergföretagen  | Bostadsbyggande (initialt) |
| 3  | Ingvar Kamprad         | 2,5 miljarder SEK | 57    | Ikea               | Möbeltillverkning          |
| 4  | Antonia Ax:son Johnson | 2,2 miljarder SEK | 39    | Axel Johnson AB    | Handel                     |
| 5  | Erik Penser            | 1,5 miljarder SEK | 40    | Yggdrasil          | Aktiebelåning              |

De följande fem utanför listan är i ordning familjen Wallenius, Christer Ericsson, Sten A. Olsson, Märta Philipson och Sten Mörtstedt.

## Lista över svenska miljardärer (1988)
| Nr | Namn                   | Förmögenhet       | Ålder | Källa till rikedom         | Verksamhet                 |
| -- | ---------------------- | ----------------- | ----- | -------------------------- | -------------------------- |
| 1  | Fam Rausing            | 25 miljarder SEK  | X     | Tetra Pak                  | Förpackning                |
| 2  | Ingvar Kamprad         | 15 miljarder SEK  | 62    | Ikea                       | Möbeltillverkning          |
| 3  | Fredrik Lundberg       | 6 miljarder SEK   | 36    | Lundbergföretagen          | Bostadsbyggande (initialt) |
| 4  | Erik Penser            | 4 miljarder SEK   | 45    | Yggdrasil                  | Aktiebelåning              |
| 5  | John Mattson           | 3,5 miljarder SEK | 72    | John Mattson Fastighet     | Fastighetsbygge            |
| 6  | Einar Mattsson         | 2 miljarder SEK   | 83    | Einar Mattsson Byggnads AB | Fastighetsbygge            |
| 7  | Antonia Ax:son Johnson | 2 miljarder SEK   | 44    | Axel Johnson AB            | Handel                     |
| 8  | Sten A. Olsson         | 1,7 miljarder SEK | 71    | Stenakoncernen             | Skrothandel (initialt)     |
| 9  | Fam Wallenius          | 1,7 miljarder SEK | X     | Walleniusrederierna        | Båttransporter             |
| 10 | M Lindholm             | 1,5 miljarder SEK | X     | X                          |                            |

Forts.